# MASH (série télévisée)
 (septembre 2024).
Cet article concerne la série télévisée. Pour le film, voir MASH.
Pour les articles homonymes, voir MASH.
Production
Diffusion
MASH (parfois emphatisé M*A*S*H) est une série télévisée américaine développée par Larry Gelbart. Elle fut adaptée du film MASH sorti en 1970, lui-même basé sur le livre Mash: A Novel About Three Army Doctors écrit par Richard Hooker. La série est un drame médical produit par la société 20th Century Fox Television et diffusée sur la chaîne CBS. Elle suit le quotidien d'une équipe de médecins et d'infirmières qui constituent la 4077e compagnie du Mobile Army Surgical Hospital, située à Uijeongbu en Corée du Sud, durant la guerre de Corée. Le générique d'ouverture de la série est une version instrumentale de la chanson « Suicide Is Painless », qui apparaît également dans le film de Robert Altman. La série fut créée après qu'une tentative d'adaptation de la suite du livre original, MASH Goes to Maine, ait échoué. Bien que connue de tous aux États-Unis, elle n'a pas eu le même succès ailleurs, notamment en Europe.
En France, elle fut diffusée à partir du 7 mars 1976 sur Antenne 2, puis rediffusée dans La Une est à vous sur TF1, puis Humour (La Chaîne du Câble jusqu'en janvier 1991), RTL TV, Canal Jimmy et Comédie. Elle reste inédite dans les autres pays francophones.
Le pilote de la série fut diffusé aux États-Unis le 17 septembre 1972. Le dernier épisode « Adieu tout le monde » (Goodbye, Farewell and Amen) fut diffusé le 28 février 1983. Il fut le programme de télévision le plus regardé de tous les temps aux États-Unis (dépassé depuis par le Super Bowl 2010), avec 106 millions de téléspectateurs (60,2 % des ménages, 77 % des téléspectateurs).
En contraste avec ce record réalisé par le "series finale" (dernier épisode d'une série), la série faillit être annulée au cours de sa première saison. Cependant, la saison 2 fut diffusée à une meilleure case horaire (juste après All in the Family, l'une des sitcoms les plus populaires de l'époque) et la série devint l'un des dix programmes les plus regardés, restant dans la liste des vingt programmes les plus regardés jusqu'à sa 11e et dernière saison. Aux États-Unis, la série est toujours diffusée en syndication sur plusieurs réseaux locaux. Bien que le conflit qu'elle couvrait n’ait duré que 3 ans, la série dura 11 saisons et 251 épisodes.
Beaucoup des épisodes des premières saisons sont basées sur des histoires vraies rapportées par de réels chirurgiens des unités MASH, interviewés par l'équipe de production. Comme le film, la série se voulait autant être une allégorie de la guerre du Viêt Nam, qui avait toujours lieu lorsque la série débuta, que de la guerre de Corée. Les producteurs de la série ont déclaré que la série parlait de guerre et de bureaucratie en général.
En 1997, les épisodes « Adieu Henry » (Abynissia, Henry) et « L'Interview » (The Interview) ont été placés respectivement à la 20e et à la 80e place dans le classement des plus grands épisodes de séries télévisées par le magazine TV Guide. En 2002, MASH a été nommée par le même magazine la 25e plus grande série de l'histoire de la télévision américaine.
Très populaire à l'époque de sa diffusion et aujourd'hui encore, elle a donné lieu a deux spin-offs (ou séries dérivées) : AfterMASH et W*A*L*T*E*R (en). À noter qu'une autre série, Trapper, John, M.D. se situe également dans l'univers de MASH mais s'inspire davantage de la série de livres que de la série télévisée.

## Synopsis
À l'origine, MASH était diffusée chaque semaine sur le réseau CBS, la plupart des épisodes durant une demi-heure (les épisodes ayant une longueur de 24 minutes, auxquelles il faut ajouter les coupures publicitaires). La série est généralement considérée comme une sitcom, bien qu'elle soit parfois qualifiée de « comédie noire » ou de « dramedy » en raison du sujet dramatique qu'elle aborde souvent. Le terme de « dramedy », bien que créé en 1978, n'était pas populaire avant que MASH quitte les écrans.
La série, une « série chorale », se concentrait sur le personnel d'un hôpital de campagne de l'armée américaine, en anglais Mobile Army Surgical Hospital, raccourci sous l'acronyme MASH (les astérisques ayant été rajoutées par l'auteur du livre original, Richard Hooker), durant la guerre de Corée (1950-1953). La « 4077e MASH » n'était qu'une des unités de chirurgie présentes en Corée. Quand la série se développa, elle prit un tournant plus moraliste, Richard Hooker faisant par exemple remarquer que le personnage de Benjamin Franklin « Œil de Lynx » Pierce est bien plus libéral dans la série que dans son livre (dans l'un des livres MASH, Hawkeye fait référence à l'action de « kicking the bejesus out of lefties just to stay in shape », ce qui peut se traduire grossièrement par « foutre les pétoches aux gauchistes juste pour garder la forme »). Bien que la série fut souvent considérée comme une comédie, beaucoup d'épisodes adoptèrent un ton plus sérieux.
Diffusée à la télévision alors que la guerre du Viêt-Nam avait toujours lieu, la série fut forcée de la commenter sans pour autant la contester. C'est pour cette raison que la série, sous couvert de comédie, questionnait, attaquait et se moquait souvent du rôle des États-Unis dans la guerre froide. Le moteur des épisodes était à la fois les personnages et le récit. Concernant la télévision américaine, on distingue fréquemment deux types de séries : celles dont l'intrigue repose principalement sur les personnages ou « character-driven », et celles reposant principalement sur l'intrigue ou « plot-driven »). Plusieurs épisodes de la série sont narrés dans le cadre de lettres écrites à leurs proches par l'un des personnages principaux. Le ton de la série pouvait changer. Assez débridé dans un épisode, il pouvait être plus sobre dans le suivant. Une tension dramatique réelle existait souvent entre les civils mobilisés et donc forcés de quitter leur foyer pour soigner des blessés de guerre (Œil de Lynx, Trapper ou B.J. Hunnicutt par exemple) et le personnel de l'armée de métier (comme Margaret Houlihan ou le colonel Potter) qui représente les idées de patriotisme et de devoir envers son pays. D'autres personnages (comme le colonel Henry Blake, le major Charles Winchester ou le caporal Maxwell Klinger) aident à rendre compte des différents comportements des civils américains à l'égard de la vie dans l'armée. D'autres personnages secondaires (tel qu'Eldon Quick, Herb Voland, Mary Wickes, et Tim O'Connor) aident la série à questionner la place des États-Unis dans la Guerre froide, à la fois en tant que belligérant et en tant que conciliateur.

### Rires enregistrés
Les créateurs de la série, Larry Gelbart et Gene Reynolds souhaitaient que MASH soit diffusée sans rires enregistrés (« Comme la vraie guerre de Corée », déclara sèchement Larry Gelbart), mais CBS rejeta leur idée. Durant la deuxième saison, un compromis fut trouvé selon lequel les producteurs pouvaient supprimer les rires s'ils le souhaitaient, mais seulement pour les scènes se déroulant en salle d'opération. En conséquence, peu de scènes se déroulant en salle d'opération contiennent des rires en fond sonore. Certains épisodes ne comptent pas de rires du tout (« Coup de feu », « Le Car », « Quo Vadis, capitaine Chandler ? », « L'Interview », « Cauchemars » et « Vue sur MASH »), comme ce fut le cas pour certaines rediffusions locales ou internationales de la série. Les cinq premières saisons contenaient des rires très présents, comme dans d'autres sitcoms de l'époque. À partir de la sixième saison, de nouveaux rires considérablement plus discrets furent utilisés. Au Royaume-Uni, où la série fut diffusée par la BBC (et par conséquent sans coupure publicitaire), les rires furent supprimés sur tous les épisodes.
Si diffuser une série comique sans rires enregistrés est aujourd'hui fréquent (notamment grâce à des séries comme Scrubs, Arrested Development ou The Office, qui ont popularisé ce procédé), ce n'était pas le cas du temps de MASH. Elle constitue l'une des premières séries à avoir utilisé ce procédé.
Sur tous les DVDs édités, à la fois en zone 2 (c'est-à-dire en Europe) et en zone 1 (États-Unis et Canada), il est possible de choisir de regarder la série avec ou sans rires en fond sonore. Les rediffusions actuelles, à la fois aux États-Unis et au Royaume-Uni, conservent les rires enregistrés.

## Distribution
- Alan Alda (VF : Philippe Ogouz (saisons 1 et 2) / Philippe Peythieu (saisons 3 à 11)) : Capitaine Benjamin Franklin « Œil de Lynx » Pierce (« Hawkeye » en VO)
- Wayne Rogers (saisons 1-3) (VF : Alain Dorval (saisons 1 et 2) / Emmanuel Jacomy (saison 3)) : Capitaine John « Trapper John » McIntyre
- McLean Stevenson (saisons 1-3) (VF : Claude Joseph (saisons 1 et 2) / Claude Nicot (saison 3)) : Lieutenant colonel Henry Blake
- Loretta Swit (VF : Michelle Bardollet (saisons 1 et 2) / Martine Meiraghe (saisons 3 à 11)) : Major Margaret « Lèvres en feu » Houlihan (« Hot Lips » en VO)
- Larry Linville (saisons 1-5) (VF : Marcel Guido (saisons 1 et 2) / Jean-Henri Chambois (saisons 3 à 5)) : Major Frank Burns
- Gary Burghoff (saisons 1-8) (VF : Pierre Guillermo (saisons 1 et 2) / Jean-François Vlérick (saisons 3 à 8)) : Caporal Walter « Radar » O'Reilly
- Mike Farrell (saisons 4-11) (VF : Jacques Frantz) : Capitaine BJ Hunnicut
- Harry Morgan (saisons 4-11) (VF : Claude Nicot) : Colonel Sherman Potter
- Jamie Farr (VF : Jean Roche (saisons 1 et 2) / Jean-Claude Montalban (saisons 3 à 11)) : Caporal Maxwell Klinger
- William Christopher (VF : Jacques Ciron (saisons 1 et 2) / Roland Timsit (saisons 3 à 11)) : Père Francis Mulcahy
- David Ogden Stiers (saisons 6-11) : Major Charles Winchester

## Personnages
- Capitaine Benjamin Franklin « Œil de Lynx » Pierce et Capitaine John « Trapper John » McIntyre : Chirurgiens cyniques mais excellents, ils sont les personnages centraux de la série. Ils passent leur temps à draguer les filles et à embêter leur compagnon de tente, le major Burns. Dans leur tente, un alambic leur permet d'avoir toujours du gin à portée de main. Lorsqu'une fournée de blessés arrive par hélicoptère, ils n'hésitent pas à donner de leur personne jusqu'à l'épuisement. Cependant, même et surtout pendant les opérations chirurgicales les plus délicates, ils continuent de plaisanter, souvent aux dépens de Burns et/ou de Houlihan. Ils partagent le même humanisme et donnent le meilleur d'eux-mêmes pour venir au secours des blessés. Constatant ses ravages et ses horreurs, ils considèrent la guerre comme un crime, et la rejettent sans concession. Leur humour parfois noir, leurs pitreries, sont une réaction à la violence quotidienne. Leur rébellion et leurs farces traduisent leur mépris des militaristes xénophobes tel le Major Burns. Ils manient la dérision pour tenter de supporter l'enfer. Ces deux personnages sont censés partager la vedette mais « Œil de Lynx » crève l'écran. Le dernier épisode illustre sa fragilité. Pierce, au contraire de ses collègues chirurgiens, grossira certainement la cohorte des vétérans inadaptés, à jamais traumatisés par la guerre.
- Capitaine B.J. Hunnicut : Chirurgien arrivé au MASH 4077 en remplacement de McIntyre à partir de la saison 4, il tient le rôle de complice de Pierce. Originaire de Californie et formé à l'université de Stanford, il partage le rejet de la guerre et de ses horreurs. Il supporte de moins en moins son éloignement d'avec sa femme Peg et surtout de sa petite fille Erin qui résident à San Francisco. Il se détache de Pierce à la mesure grandissante de son obsession pour sa fille Erin qu'il ne voit pas grandir. Amateur de blagues potaches qui visent successivement la plupart de ses camarades, il partage avec Pierce un gout pour la boisson et notamment le gin de leur alambic. B.J. Hunnicut garde secret la signification de ses initiales, ce qui rend fou Pierce au cours d'un épisode. Il lui dira finalement que B.J. vient des prénoms de ses parents, Bee et Jay Hunnicut. Il laisse aussitôt entendre que cette explication est fausse.
- Lieutenant-colonel Henry Blake : Débonnaire, parfois loufoque, il commande l'unité MASH. Il arbore des hameçons et autre objets de pêche sur son chapeau. Alors qu'il a à saluer, il lui arrive de rester la main accrochée à son chapeau par un hameçon. Il prend la défense d'« Œil de Lynx » et de « Trapper » chaque fois que nécessaire. Il excuse tous leurs écarts au motif que la guerre a besoin d'eux. Sauver des vies est plus important que n'importe quoi. C'est le prototype du « brave type » aimé de tous, attachant et sympathique. On a parfois l'impression que c'est un grand benêt alors qu'il est avant tout un cœur tendre simplement dépassé par l'absurdité du système militaire, ce qui l'empêche de manifester la réaction que l'on attendrait normalement d'un officier. Cela ne l'empêche pas de piquer des colères noires qui n'effraient pas grand monde. Il a en horreur l'administration et les tracasseries militaires. Fort heureusement, « Radar » fait le travail et lui évite bien des ennuis. L'avion qui le ramène chez lui est abattu...
- Major Margaret « Lèvres en feu » Houlihan : Plantureuse blonde, infirmière en chef. Elle et Franck Burns sont amoureux en cachette bien que tout le monde soit au courant. Souvent cible de leurs farces, elle déteste « Œil de Lynx » et « Trapper ». Si elle exècre les deux personnages, elle respecte les excellents chirurgiens qu'ils sont, bien qu'elle se garde de le reconnaître de manière trop ostensible. Dans de rares moment de lucidité, elle réalise à quel point son amant Burns est infréquentable. On se doute qu'il faudrait peu de choses pour qu'elle tombe amoureuse d'œil de Lynx, ce qui l'attire et lui répugne en même temps. En fait, elle est une âme sensible prête à donner tout son amour, mais elle considère cela comme une faiblesse qu'elle tente de cacher, parfois assez mal, derrière sa rigueur militaire. Elle voue une admiration sans borne pour son père, haut gradé qui ne lui a jamais manifesté son amour ou son respect. Les infirmières qu'elle commande la respectent sans l'aimer. Bref, sa vie n'est pas simple.
- Major Frank Burns : Il est franchement idiot, légèrement snob, conservateur caricatural, militariste méprisant, sexiste, raciste, homophobe, et dépourvu de tout sens de l'humour. Bref, il est porteur de tous les défauts de la terre sans qu'on sache trop lequel domine chez lui. Second du MASH et chirurgien en chef, il n'en est pas moins la cible préférée des farces souvent féroces de ses collègues, qui conduisent à son humiliation parfois publique. Militariste à cheval sur le règlement et dépourvu de toute empathie, capable d'une totale iniquité, il est détesté de toute l'unité. Il n'est pas non plus apprécié de ses supérieurs, surtout à cause de ses demandes incessantes de sanctions contre ses collègues. Mauvais praticien, il met la vie des blessés en péril. Heureusement, « Œil de Lynx » veille et prend sa place sans ménagement lorsque l'urgence le rend nécessaire.
- Caporal Walter « Radar » O'Reilly : Le secrétaire du colonel. Après des débuts difficiles, il assure les tâches administratives avec maestria, ce qui en fait un point de passage obligé. Il connaît tous les rouages de la machine administrative militaire. Il est tellement en phase avec le colonel qu'il connait à l'avance les ordres qu'il va donner ou les formulaires qu'il va demander. C'est la source récurrente de petits gags réjouissants. Avant tout le monde, il entend les hélicoptères arriver, ce qui permet au personnel médical de foncer vers le point d'atterrissage pour récupérer les blessés avant même que l'alerte soit donnée. Au cours de l'écriture d'une lettre à son père, Pierce le soupçonne de lire dans les pensées et de s'en servir pour tricher aux cartes. En effet, au moment où Pierce couche ses soupçons sur le papier, Radar passe par là et, bien que dans l'impossibilité de lire ladite lettre de là où il se trouve, il s'exclame « Ça, c'est pas vrai ! » avant de partir, vexé... Enfin, "Radar" est le personnage « mascotte » de la série. Jeune et empreint d'une naïveté certaine, il dort avec un ours en peluche. Si sa naïveté est prétexte à nombre de gags, de nombreux passages émouvants montrent un jeune homme qui a certainement menti sur son âge pour s'engager. Confronté à une dure réalité, ce personnage disparait de la série au cours du 5e épisode de la 8e saison, mais il continue à figurer au générique jusqu'au 11e épisode.
- Caporal Maxwell Klinger : C'est un personnage à part. Il déteste tellement la guerre qu'il fait tout pour être réformé. Dans l'espoir d'être déclaré fou puis renvoyé chez lui, il passe les premières saisons déguisé en femme. Sa féminité feinte et ses accessoires aussi innombrables qu'excentriques, sont une source intarissable de gags. C'est aussi un grand débrouillard qui s'organise avec talent pour rendre sa vie sous les drapeaux matériellement plus supportable. Bien qu'il consacre toute son attention à son éventuelle exclusion de l'armée, il n'intervient pas moins avec générosité en faveur des gens qu'il apprécie. C'est un allié objectif des antimilitaristes de l'unité. Ses apparitions en sentinelle, fusil sur l'épaule et jupe, tailleur, talons aiguilles et chapeau de dame, font partie des scènes les plus absurdes et les plus comiques de la série. On pense immanquablement que dans une unité « normale », il passerait l'essentiel de son temps en prison. Après le départ de "Radar", il devient le secrétaire efficace du colonel Potter. À la fin de la guerre, il se marie et reste en Corée.
- Colonel Potter : Remplaçant Blake, il est également chirurgien. C'est un vieux militaire de carrière qui débuta dans la cavalerie lors de la Première guerre mondiale. Homme d'expérience (la Guerre de Corée est sa troisième après la Première et la Seconde guerre mondiale) plein d'humanité, il est certes fidèle à son pays et à son armée, mais il comprend le désarroi des appelés. Il sait s'attirer l'estime de tous, y compris celle d'Œil de Lynx. Très différent de son prédécesseur, c'est un homme fiable, responsable, réfléchi et doté d'un grand sens de l'humour. Apprécié de toute son unité, il en devient la figure paternelle.
- Père Francis Mulcahy : Prêtre de l'unité. Aimable, souriant et bienveillant, il pratique la charité chrétienne au quotidien. Il sait aussi se mettre en colère si nécessaire, et il participe souvent aux parties de poker avec 'Hawkeye' et le colonel. Il sait discerner la vraie personnalité de chacun. Il fait preuve d'une grande empathie et d'un humour certain. Il est le premier à rire des farces de « Œil de Lynx » et de « Trapper », bien qu'il leur reproche parfois leur trop grande férocité. Il a parfaitement compris que la rébellion des deux hommes est motivée par leur amour du genre humain. Comme eux, il considère la guerre comme une absurdité criminelle.
- Major Charles Emerson Winchester, IIIe du nom : Chirurgien formé à Harvard Suma Cum Laude, il apparaît dans la série au début de la 6e saison lorsque le Major Burns est enfin muté... aux États-Unis. Issu d'une famille riche et ancienne de Boston, ce qu'il ne manque jamais de rappeler comme des lettres de noblesse, il n'est censé rester au MASH 4077 que le temps d'un court remplacement. Le Colonel Potter demande finalement qu'il y soit affecté de manière permanente. Winchester cherchera par la suite à se faire muter ailleurs à plusieurs occasions. Très critique envers les conditions de travail au MASH, il n'en reste pas moins un excellent chirurgien. Il est victime des blagues de Pierce et Hunnicut. Empreint de dédain, son comportement est aux antipodes de l'humanisme. On finit cependant par comprendre qu'il n'a jamais connu de manifestation d'affection de la part des siens, et qu'un être fragile se cache derrière le rempart érigé par sa condition bourgeoise.

## Commentaires
MASH connut un succès considérable aux États-Unis, qui sortait tout juste de la guerre du Viêt Nam, et reste un des plus grands succès de l'histoire de la télévision.
Gary Burghoff est le seul acteur du film à avoir repris le rôle de « Radar ». Les autres protagonistes sont tenus par d'autres acteurs (Alan Alda remplace Donald Sutherland dans le rôle d'« Œil de Lynx »). En revanche, le personnage de « Duke » Forrest, jadis interprété par Tom Skerritt, ne réapparaît pas dans la série.
Goodbye, Farewell and Amen (en version originale) est l'épisode final de la série. Il a été diffusé le 28 février 1983, durait 2 h 30 et a été vu par près de 106 millions de téléspectateurs (soit 77 % de parts de marché). Cette audience a été le record absolu d'audimat tous programmes confondus aux États-Unis pendant presque 27 ans.

Ce n'est que le dimanche 7 février 2010 que le Super Bowl XLIV a réalisé une meilleure audience avec 106,5 millions de téléspectateurs (notons cependant que, durant cette période, la population américaine a augmenté de 70 millions). Pour comparaison, le dernier épisode de la série culte Friends a obtenu une audience de 52,5 millions de téléspectateurs, soit 42 % de parts de marché.

L'audience de la série était donc exceptionnelle. Ceci s'explique par le fait que les chaînes câblées étaient peu ou pas développées à cette époque, ce qui limitait l'offre de programmes. Il y a donc peu de chance qu'une série réalise à l'heure actuelle un tel record.

## Récompenses

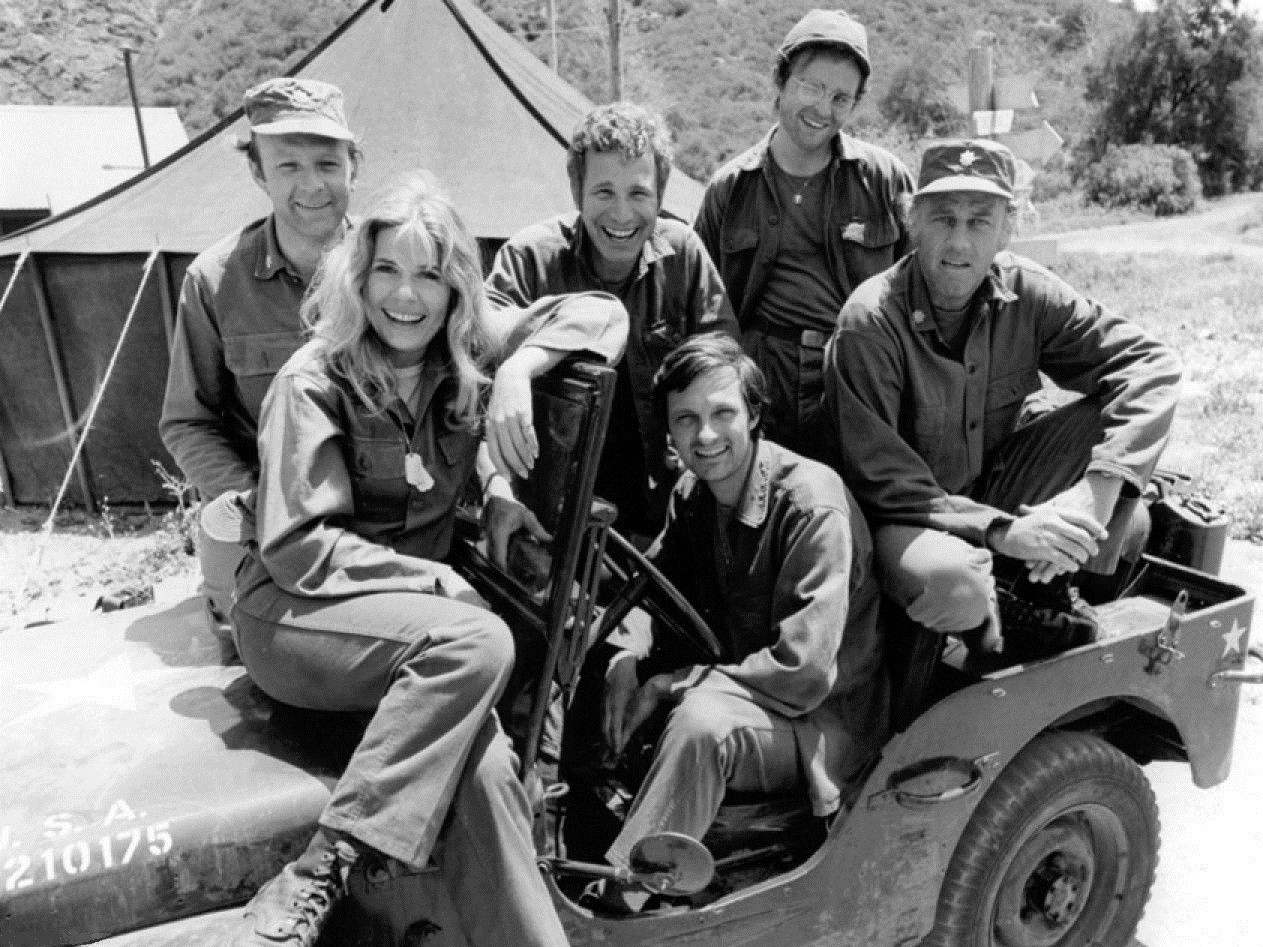
(De gauche à droite et de haut en bas) Larry Linville, Loretta Swit, Wayne Rogers, Alan Alda, Gary Burghoff et MacLean Stevenson

- Emmy Awards 1974 : Meilleur acteur pour Alan Alda
- Emmy Awards 1974 : Meilleure série comique
- Golden Globe Award 1974 : Meilleur acteur dans un second rôle pour McLean Stevenson
- Emmy Awards 1975 : Meilleure réalisation de Gene Reynolds pour l'épisode O.R.
- Golden Globe Award 1975 : Meilleur acteur pour Alan Alda
- Emmy Awards 1976 : Meilleure réalisation de Gene Reynolds pour l'épisode Welcome to Korea
- Golden Globe Award 1976 : Meilleur acteur pour Alan Alda
- Emmy Awards 1977 : Meilleure réalisation de Alan Alda pour l'épisode Dear Sigmund
- Emmy Awards 1977 : Meilleur acteur dans un second rôle pour Gary Burghoff
- Emmy Awards 1979 : Meilleur scénario d'Alan Alda pour l'épisode Inga
- Emmy Awards 1980 : Meilleur acteur dans un second rôle pour Harry Morgan
- Emmy Awards 1980 : Meilleure actrice dans un second rôle pour Loretta Swit
- Golden Globe Award 1980 : Meilleur acteur pour Alan Alda
- Golden Globe Award 1981 : Meilleur acteur pour Alan Alda
- Emmy Awards 1982 : Meilleur acteur pour Alan Alda
- Emmy Awards 1982 : Meilleure actrice dans un second rôle pour Loretta Swit
- Golden Globe Award 1982 : Meilleur acteur pour Alan Alda
- Golden Globe Award 1983 : Meilleur acteur pour Alan Alda